# Augsburgblume

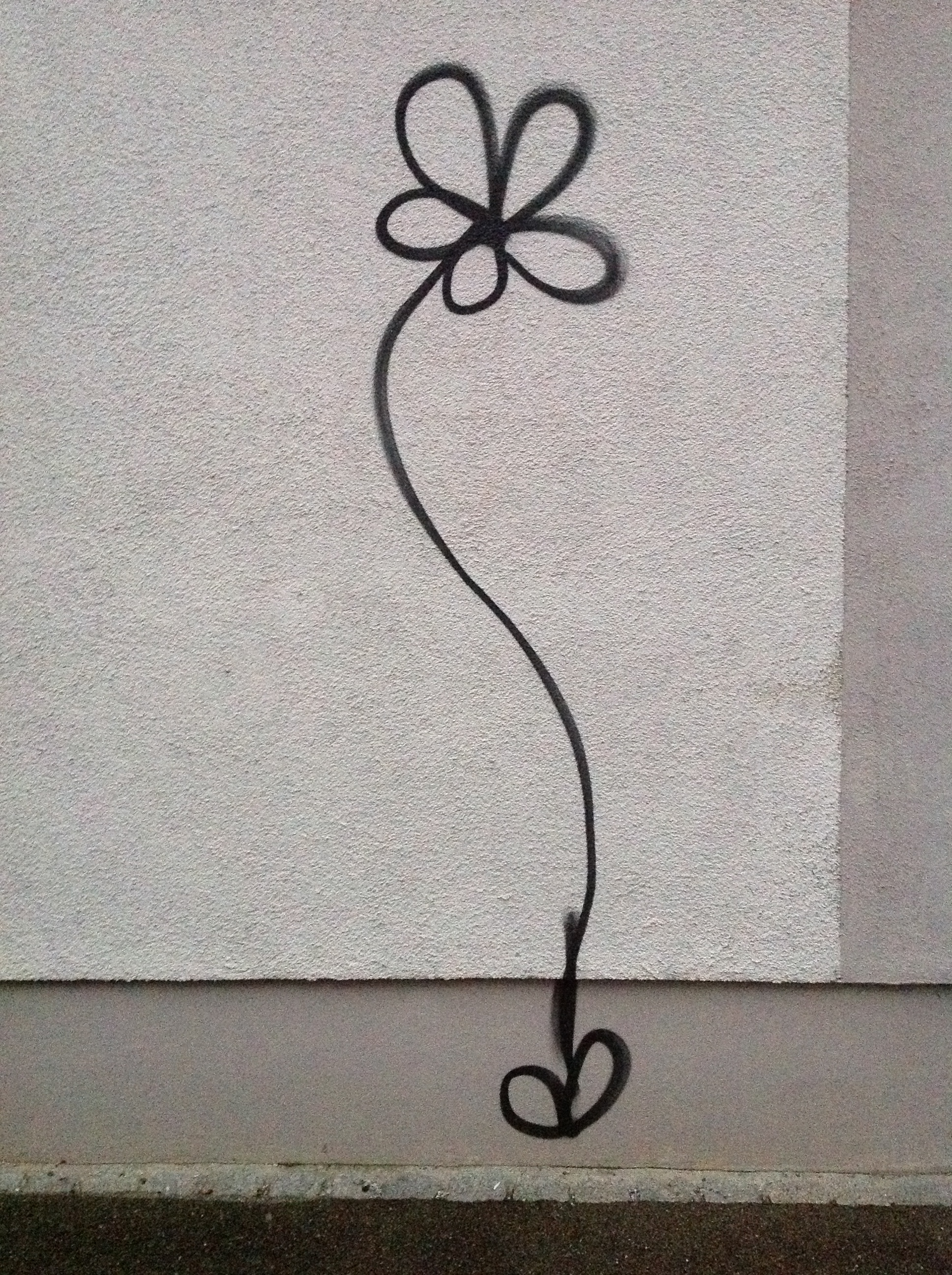
Eine Augsburgblume

Als Augsburgblume wurde ein Streetartmotiv von Bernhard Trum in Augsburg bekannt. Rund 470 Blumen malte Trum zwischen August 2010 und Dezember 2011 an zahlreiche Hauswände oder andere Objekte im Straßenraum, zudem brachte er Aufkleber mit dem Blumenmotiv an. Das Motiv erlangte eine überregionale Popularität. Es gibt oder gab unter anderem T-Shirts und Anstecker mit der Augsburgblume zu kaufen, und seit 2017 ziert sie das Etikett der Biersorte „Blümchen“ von Thorbräu.
Die einfarbig schwarze Blume ist stark stilisiert. Sie hat einen langen, geschwungenen Stiel, fünf Blütenblätter und zwei kleine Blätter an der Basis des Stiels. Sie weist eine Ähnlichkeit zur Blume des New Yorker Streetart-Künstlers Michael De Feo auf, der seine fünfblättrige Blume mit geschwungenem Stiel (jedoch mit Blüteninnenkreis und pfeilförmigen „Fuß“, und auf Papier (paste up) statt direkt auf Wände und Objekte gesprüht) seit 1994 verwendet.

## Reaktionen
Die Augsburgblume wird einerseits wie jedes illegale Graffito als Sachbeschädigung angesehen, fand jedoch auch verbreitete positive Reaktionen in der Bevölkerung. So überlegte das Augsburger Stadtmarketing, die Blume zu einem Augsburger Markenzeichen zu machen. Die Blumen seien „Teil der Stadt geworden wie der Goldene Saal und die Fuggerei“.

„Ich war von Anfang an entzückt von der Augsburgblume. Ich habe mich immer gefreut, wenn ich sie entdeckt habe. Sie zaubert mir ein Lächeln auf die Lippen“

Später wurde diese Idee wieder verworfen.
Die Süddeutsche Zeitung schrieb:

„Für viele Augsburger ist er ein Genie: Die Blume wirkt fast nie, als wäre sie mal schnell irgendwo hingepinselt worden. Meistens schien es, als habe der Maler den Standort sorgfältig ausgewählt. An Stellen, die nach Begrünung quasi schreien – und die beim Betrachten der Blume zwangsläufig ein Schmunzeln auslösen.“

Trum selbst bezeichnet die Blumen als Streetart und gab an „Das simple Ziel ist es, den Menschen Freude in ihr Leben zu bringen“. Er „wollte die Welt ein bisschen schöner machen.“

## Prozesse
Der Schaden der Sachbeschädigung wird mit ca. 70.000 € beziffert. Die Polizei ermittelte „ein Jahr lang ‚akribisch‘“ und kam auf Bernhard Trum als den Täter. Am 19. September 2012 wurde er am Amtsgericht Augsburg wegen Sachbeschädigung zu zehn Monaten Haft auf Bewährung, sowie zu einer Geldstrafe in Höhe von 12.000 € und 300 Sozialstunden verurteilt. Zum Zeitpunkt der Verurteilung war Trum 25 Jahre alt.
Im Dezember 2012 fanden Aktionen statt, die dem Täter helfen sollen, seine Strafe zu bezahlen. So wurde die Kunstausstellung „Blumenschau“ mit Begleitprogramm in der Kunsthalle am Wittelsbacher Park sowie die Benefizparty „Blumentanz“ in der Musikkantine abgehalten.
Im März 2015 stand Trum wegen weiterer Vergehen (Besitz von Betäubungsmitteln, Fahren unter Alkoholeinfluss, Widerstand gegen Vollstreckungsbeamte, versuchte Körperverletzung) vor dem Augsburger Landgericht. Im Februar 2016 wurde der mittlerweile 28-jährige Trum vom Augsburger Amtsgericht zu einer Haftstrafe von einem Jahr und drei Monaten ohne Bewährung sowie zu einer Geldstrafe von 12.000 € verurteilt, weil er zusammen mit einem 24-jährigen Mittäter auf eine Lärmschutzwand in Leitershofen und einen Regionalzug in Dinkelscherben großflächige Graffiti gesprüht und damit einen Schaden von 20.000 € verursacht hatte. Aufgrund seiner Vorstrafen wurde diese Strafe nicht zur Bewährung ausgesetzt. 2020 kam es zu einer erneuten Verurteilung zu einer Haftstrafe.

## Spannungsfeld zwischen dem Künstlerischen und dem Rechtlichen
Kunstfreiheit ist ein Grundrecht und gilt grundsätzlich ohne Vorbehalte. Andere Rechte können die Kunstfreiheit jedoch einschränken. Mit Blick auf die Frage, ob die Blumen Kunst sind und somit unter die Kunstfreiheit fallen, kommentierte Jörg Heinzle von der Augsburger Allgemeinen: „Polizei und Justiz können sich nicht von der Frage leiten lassen, was Kunst ist oder nicht. Dem einen gefällt eine Blume, dem nächsten eine Sonne oder eine Glühbirne. Wo zieht man die Grenze?“